# Patrice Bailly-Salins
Patrice Bailly-Salins (* 21. Juni 1964 in Morez, Frankreich) ist ein ehemaliger französischer Biathlet.
Er gewann bei den Olympischen Spielen 1994 in Lillehammer mit der französischen Staffel die Bronzemedaille. 1995 wurde er Weltmeister im Sprint über 10 Kilometer und belegte den zweiten Platz mit der französischen Staffel.
Im Jahr 1994 gewann er auch die Gesamtwertung im Biathlon-Weltcup.

## Biathlon-Weltcup-Platzierungen
Die Tabelle zeigt alle Platzierungen (je nach Austragungsjahr einschließlich Olympische Spiele und Weltmeisterschaften).
- 1.–3. Platz: Anzahl der Podiumsplatzierungen
- Top 10: Anzahl der Platzierungen unter den ersten zehn (einschließlich Podium)
- Punkteränge: Anzahl der Platzierungen innerhalb der Punkteränge (einschließlich Podium und Top 10)
- Starts: Anzahl gelaufener Rennen in der jeweiligen Disziplin

| Platzierung | Einzel | Sprint | Verfolgung | Massenstart | Staffel | Gesamt |
| ----------- | ------ | ------ | ---------- | ----------- | ------- | ------ |
| 1. Platz    | 4      | 2      |            |             |         | 6      |
| 2. Platz    | 2      | 1      |            |             | 1       | 4      |
| 3. Platz    |        | 1      |            |             | 1       | 2      |
| Top 10      | 11     | 12     | 2          |             | 8       | 33     |
| Punkteränge | 18     | 26     | 4          |             | 8       | 56     |
| Starts      | 29     | 36     | 6          |             | 8       | 79     |